# Koritnjak
Koritnjak je nenaseljeni otočić u hrvatskom dijelu Jadranskog mora. Nalazi se ispred uvale Lopatice na jugozapadnom dijelu obale otoka Kornata. Visok je 46 metara nadmorske visine.
Njegova površina iznosi 0,12 km². Dužina obalne crte iznosi 1,54 km.